# Pelidnota chalcopus
Pelidnota chalcopus är en skalbaggsart som beskrevs av Bates 1888. Pelidnota chalcopus ingår i släktet Pelidnota och familjen Rutelidae. Inga underarter finns listade i Catalogue of Life.